# Heráclito Fortes
Heráclito de Sousa Fortes GOMM (Teresina, 1º de agosto de 1950) é um político brasileiro filiado ao União Brasil (UNIÃO). Foi senador pelo Piauí entre 2003 e 2011. 
Seu avô materno, Heráclito Araripe de Sousa foi deputado estadual à Assembleia Legislativa do Piauí, de 1935 até 1937, quando Getúlio Vargas deu o golpe de 10 de novembro.

## Biografia
Filho de Valdir de Carvalho Fortes e Cecy de Sousa Fortes. Casado com Mariana Brennand Fortes, e têm três filhas. Sua esposa é sobrinha de Francisco Brennand. Funcionário público federal, foi Oficial de Gabinete do vice-governador de Pernambuco, José Antônio Barreto Guimarães (1971-1973) ocupando a seguir uma das assessorias do Instituto Nacional de Colonização e Reforma Agrária (INCRA) de 1973 a 1975 e outra na Empresa Brasileira de Transportes Urbanos (EBTU) de 1975 a 1978.

## Carreira política

### Câmara dos Deputados
Deixou este último cargo para se candidatar a deputado federal pela ARENA em 1978 e foi eleito segundo suplente sendo efetivado anos mais tarde devido à morte de José Pinheiro Machado. Entre 1980 e 1982 foi assessor parlamentar do Ministério da Educação na gestão Rubem Ludwig, época em que passou do PP ao PMDB após a incorporação entre as duas legendas. Reeleito deputado federal em 1982 e 1986, integrou a Executiva Nacional do PMDB, foi vice-líder do governo José Sarney e terceiro-secretário da Mesa Diretora na Câmara dos Deputados.

### Prefeitura de Teresina
Sua trajetória política em Brasília foi interrompida em 1988 quando foi eleito prefeito de Teresina integrando uma dissidência do PMDB liderada por Wall Ferraz. No último ano de sua gestão filiou-se ao PDT e a seguir ao PFL, onde permaneceu até a criação do Democratas. Entre 1993 e 1994 presidiu o Instituto de Seguridade Social da Empresa Brasileira de Correios e Telégrafos (POSTALIS) e foi reeleito deputado federal em 1994 e 1998, sendo que nesse período foi presidente do Instituto de Previdência dos Congressistas, líder do governo Fernando Henrique Cardoso no Congresso Nacional e duas vezes primeiro vice-presidente da Câmara dos Deputados. Ocupou a Secretaria de Defesa Civil do Piauí ao final do segundo governo de Hugo Napoleão.

### Senado Federal
Com 671 076 votos, foi eleito senador em 2002 numa eleição bastante disputada contra Freitas Neto. Em 2006 foi um dos coordenadores da campanha de Geraldo Alckmin à Presidência da República.
Durante o tempo em que foi senador, no mandato de 2003 a 2011, ocupou no final do mandato cargo de primeiro-secretário do Senado Federal. Nesta condição, conduziu uma das mais profundas reformas por que o Senado passou, implementando novos padrões de conduta, modernização administrativa e transparência.
No Senado, presidiu ainda a CPI das ONGs, criada por sua iniciativa para apurar desvios de recursos públicos por essas organizações. Em 2005, foi admitido pelo presidente Luiz Inácio Lula da Silva à Ordem do Mérito Militar no grau de Grande-Oficial especial.
Em 2010, não teve êxito em sua candidatura a reeleição ao senado. Obteve 424 350 votos, mas foi derrotado por dois novatos ao senado, Wellington Dias e Ciro Nogueira, assumindo a 4ª posição.

### Retorno à Câmara dos Deputados
Foi eleito deputado federal em 2014, para a 55.ª legislatura (2015-2019). Um curioso fato aconteceu durante a votação da maioridade penal, quando ao tentar entrar no plenário, foi ao chão, derrubado por manifestantes contrários à redução. Votou a favor do Processo de impeachment de Dilma Rousseff. Já durante o Governo Michel Temer, votou a favor da PEC do Teto dos Gastos Públicos. Em abril de 2017 foi favorável à Reforma Trabalhista. Em agosto de 2017 votou contra o processo em que se pedia abertura de investigação do então presidente Michel Temer, ajudando a arquivar a denúncia do Ministério Público Federal. Na sessão do dia 25 de outubro de 2017, o deputado, mais uma vez, votou contra o prosseguimento da investigação do então presidente Michel Temer, acusado pelos crimes de obstrução de Justiça e organização criminosa. O resultado da votação livrou o Michel Temer de uma investigação por parte do Supremo Tribunal Federal (STF).

#### Desempenho nas votações para a Câmara dos Deputados

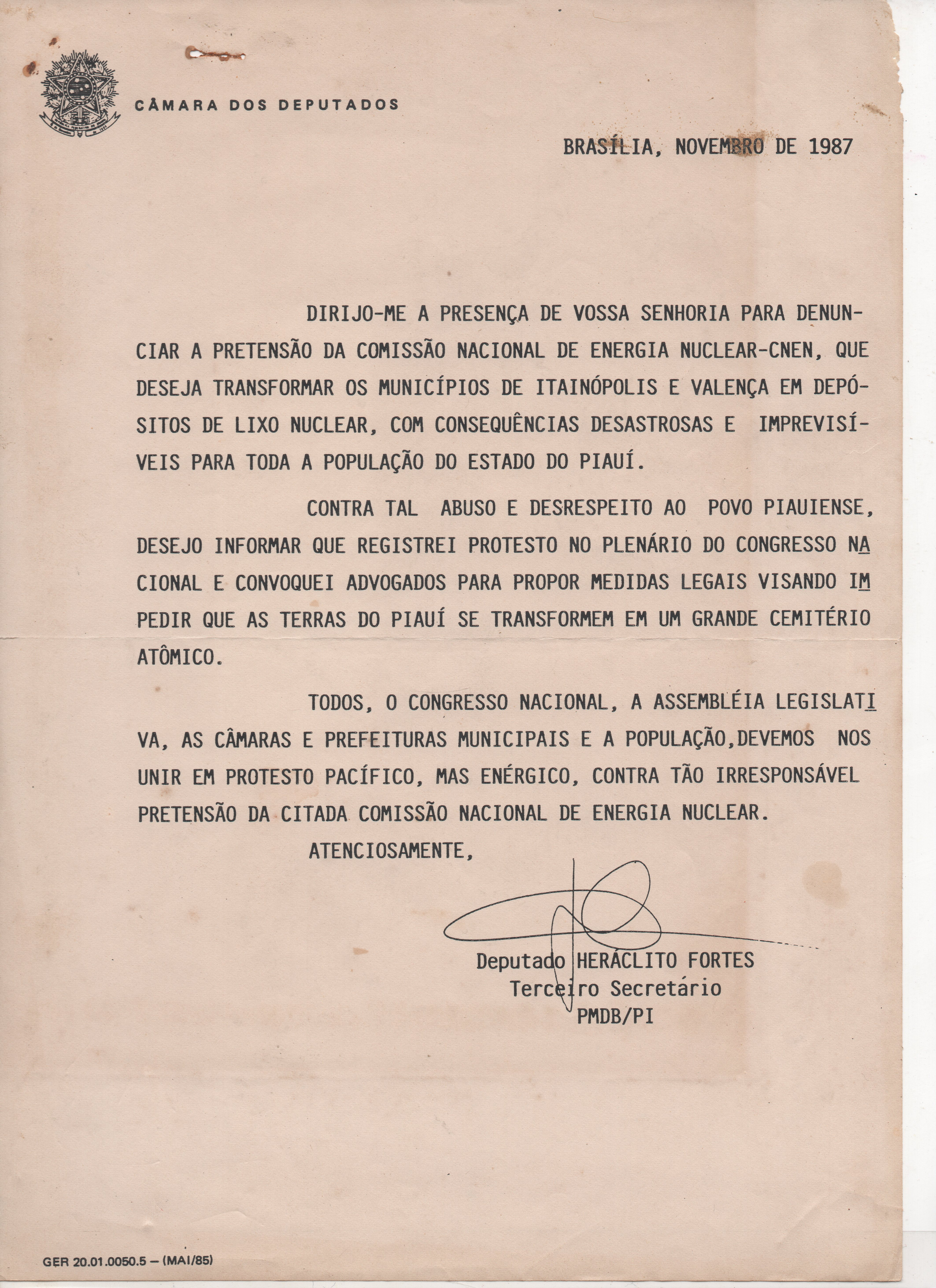
Documento de 1987 em que, como membro do Congresso Nacional do Brasil, se manifesta contra a possibilidade de a Comissão Nacional de Energia Nuclear fazer depósito para guarda de lixo atômico no Piauí na época do Acidente radiológico de Goiânia.

1978: 2º suplente com 11 722 votos pela ARENA.
1982: eleito deputado federal com 42 320 votos pelo PMDB.
1986: reeleito deputado federal com 91 730 votos pelo PMDB.
1994: mais uma vez eleito deputado com 60 975 votos pelo PFL.
1998: reeleito deputado federal com 88 602 votos pelo PFL.
2014: reeleito deputado federal com 90 898 votos pelo PSB. 
2018: não-eleito (suplente) deputado federal com 46 531 pelo DEM.

## Controvérsias

### Condenação por promoção pessoal com verbas públicas
Por votação majoritária, a Segunda Turma do Supremo Tribunal Federal decidiu não conhecer do recurso extraordinário (manter a decisão do Tribunal de Justiça do Piauí, que o condenou Heráclito Fortes a ressarcir os cofres do município de Teresina por gastos com publicidade oficial, quando foi prefeito daquela capital, em que teria ficado caracterizada promoção pessoal) nos termos do voto do Ministro Joaquim Barbosa, vencido o Relator. Decisão majoritária. Redigirá o acórdão o Ministro Joaquim Barbosa. Ausentes, justificadamente, os Senhores Ministros Celso de Mello e Joaquim Barbosa. Não participaram do julgamento o Senhor Ministro Ayres Britto, por não ter assistido ao relatório e voto, e o Senhor Ministro Ricardo Lewandowski, por ter sucedido à Senhora Ministra Ellen Gracie. Presidiu este julgamento o Senhor Ministro Cezar Peluso. 2ª Turma, 20.03.2012. Recurso Extraordinário (RE) 281012.
Irresignados com a decisão, os advogados do Sr. Heráclito Fortes, opuseram o recurso de Embargos de Declaração em 21/06/2012. O presente processo (RE 281012) encontra-se concluso (03/07/2014) com o ministro relator, Gilmar Mendes, aguardando julgamento.
| “ | Houve, sim, evidência de promoção pessoal, uma vez que na veiculação da publicidade oficial, Fortes utilizou um símbolo que deixava claramente caracterizada a inicial "H", de Heráclito, enquanto o "slogan" contido na publicidade dizia: “Unidos seremos mais fortes”, deixando expressa a palavra igual ao sobrenome “Fortes”. | ” |

### Heráclito no WikiLeaks
Telegrama obtido pelo WikiLeaks aponta que o senador Heráclito Fortes sugeriu que o governo norte-americano estimulasse a produção de armas no Brasil para conter supostas ameaças de Venezuela, Irã e Rússia. Em correspondência assinada pelo então embaixador americano Clifford Sobel, o diplomata relata o diálogo com Heráclito, que na época presidia a Comissão de Relações Exteriores e Defesa do Senado. O senador nega a conversa.
Conforme o documento, o senador pediu uma reunião “urgente” com Sobel. Na conversa teria se declarado “verdadeiramente preocupado” com uma suposta atividade terrorista no Brasil e com a influência do presidente venezuelano, Hugo Chávez; e teria, ainda, sugerido um plano para armar o Brasil e a Argentina contra a suposta ameaça bolivariana, “antes que fosse tarde”. Segundo a correspondência, o senador sugeriu ainda acionar empresas privadas para mascarar a ação americana. Em outro telegrama, de 2008, Sobel afirma que Heráclito relatou a suposta presença de terroristas em uma organização não governamental (ONG) controlada por petistas no Piauí e disse temer a instalação de uma guerrilha esquerdista em Rondônia.

### Operação Lava Jato
Em junho de 2016, na delação premiada prestada pelo ex-senador Sérgio Machado apontou que quando Heráclito era senador recebeu suborno para não criar dificuldades a projeto de lei de interesse da Transpetro, no valor de R$ 500 mil reais, como sendo doação legal e outros 500 mil que fora objeto de cobranças por parte de Heráclito.